# Акты Моррилла
Акты Моррилла, Законы Моррилла о земельных грантах (англ. Morrill Land-Grant Acts) — законодательные акты Соединённых Штатов, которые регламентировали выделение участков земли от федерального правительства для организации практического сельскохозяйственного образования и создания колледжей в американских штатах с использованием доходов от продажи земель, находящихся в федеральной собственности, часто полученных от коренных племён в результате договора, уступки или захвата. Акт Моррилла 1862 года (позднее кодифицированный как 7 U.S.C. § 301 и далее) был принят во время Гражданской войны в США, а Акт Моррилла 1890 года (Закон о сельскохозяйственных колледжах 1890 года, 26 Stat. 417, позднее кодифицированный как 7 U.S.C. § 321 и далее) расширил эту модель.

## Принятие первоначального законопроекта
В течение 20 лет до первого представления законопроекта в 1857 году существовало политическое движение, призывающее к созданию сельскохозяйственных колледжей. Это движение возглавил профессор Иллинойсского колледжа Джонатан Болдуин Тернер. Конституция штата Мичиган 1850 года призывала к созданию «сельскохозяйственных школ», хотя только 12 февраля 1855 года губернатор штата Мичиган Кинсли Бингхэм подписал законопроект о создании первого в США сельскохозяйственного колледжа — Сельскохозяйственного колледжа штата Мичиган, известного сегодня как университет штата Мичиган, который послужил моделью для акта Моррилла.
8 февраля 1853 года генеральная ассамблея Иллинойса приняла резолюцию, составленную Тернером, призывающую делегацию конгресса Иллинойса разработать законопроект о земельных грантах для финансирования системы промышленных колледжей, по одному в каждом штате. Сенатор Трамбулл Лайман из Иллинойса считал целесообразным, чтобы законопроект был представлен конгрессменом из восточных штатов, и через два месяца Джастин Смит Моррилл из Вермонта представил свой законопроект.
В отличие от плана Тернера, который предусматривал равный грант каждому штату, законопроект Моррилла предусматривал выделение земельных участков в зависимости от количества сенаторов и представителей каждого штата в Конгрессе. Это было более выгодно для более густонаселенных восточных штатов.
Акт Моррилла был впервые предложен в 1857 году и принят Конгрессом в 1859 году, но на него наложил вето президент Джеймс Бьюкенен. В 1861 году Моррилл повторно представил акт с поправкой, что в предлагаемых учебных заведениях будут преподавать военную тактику, а также инженерное дело и сельское хозяйство. Благодаря отделению многих штатов, не поддержавших эти планы, акт Моррилла в новой редакции был подписан президентом Авраамом Линкольном 2 июля 1862 года.

## Колледжи, получающие земельные гранты
Целью создания колледжей, предоставляющих земельные гранты, было:

…не исключая других научных и классических исследований и включая военную тактику, преподавать такие отрасли обучения, которые связаны с сельским хозяйством и механическими искусствами, таким образом, как законодательные органы штатов могут соответственно предписать, чтобы способствовать либеральному и практическому образованию промышленных классов в нескольких занятиях и профессиях в жизни.
Оригинальный текст (англ.)without excluding other scientific and classical studies and including military tactic, to teach such branches of learning as are related to agriculture and the mechanic arts, in such manner as the legislatures of the States may respectively prescribe, in order to promote the liberal and practical education of the industrial classes in the several pursuits and professions in life
— 
С начала до середины XIX века федеральное правительство, посредством 162 актов, в том числе с применением насилия, экспроприировало около 10,7 миллионов акров земли у 245 племенных народов и разделило её на примерно 80 000 участков для перераспределения. Согласно этому закону, каждый штат, имеющий право на получение федеральной земли, получал 30 000 акров (120 км2) в пределах или в непосредственной близости от своих границ за каждого члена конгресса от штата на момент переписи населения 1860 года. Эти земли или средства, вырученные от их продажи, должны были использоваться для создания и финансирования образовательных учреждений, описанных выше. Согласно шестому положению закона, «ни один штат, находящийся в состоянии мятежа или восстания против правительства Соединённых Штатов, не имеет права пользоваться этим законом», что было сделано в связи с недавним отделением нескольких южных штатов и бушевавшей в это время Гражданской войной в США.
Однако после войны действие Акта 1862 года было распространено на бывшие штаты Конфедерации; в конечном итоге он был распространён на все штаты и территории, включая те, которые были созданы после 1862 года. Если федеральных земель в пределах штата не хватало для удовлетворения земельного гранта штата, штату выдавались деньги чрезвычайных обстоятельств, которые позволяли штату выбирать федеральные земли в других штатах для финансирования своего учреждения. Например, Нью-Йорк тщательно выбирал ценные лесные угодья в Висконсине для финансирования Корнеллского университета. В результате управления университетом этими участками была получена треть общего дохода от гранта, полученного всеми штатами, хотя Нью-Йорк получил только десятую часть земельного гранта 1862 г. В целом, согласно Акту Моррилла 1862 г. было выделено 17 400 000 акров (70 000 км2) земли, которые при продаже дали коллективный целевой капитал в размере 7,55 млн долларов США.
12 сентября 1862 года штат Айова первым принял условия Акта Моррилла, который обеспечил финансирование, необходимое для зарождающегося сельскохозяйственного колледжа штата и образцовой фермы (впоследствии переименованного в Научно-технический университет штата Айова). Первым учреждением, созданным в соответствии Акту Моррилла, стал Университет штата Канзас, который был основан 16 февраля 1863 года и открыт 2 сентября 1863 года.
Колледжи, получившие земельные гранты, преобразовали инженерное образование в Америке и вывели Соединённые Штаты в лидеры в области технического образования. До Гражданской войны американские колледжи обучали студентов классическим дисциплинам и гуманитарным наукам. Образование было рассчитано на состоятельных людей, исключая все рабочие классы, а вступительные требования часто требовали знания мёртвых языков — латыни и греческого. Американские инженеры в основном получали образование в Военной академии США, занимаясь строительством крепостей, а их преподаватели были авторами большинства инженерных текстов того времени. Акт Моррилла изменил всё это. Хотя дебаты в Конгрессе по поводу этого закона были в основном сосредоточены на преимуществах для сельского хозяйства, в формулировку закона были специально включены механические искусства, то есть прикладные науки и инженерное дело. Закон запрещал тратить средства фонда на строительство дорогих и ненужных зданий, вместо этого были увеличены расходы на учебники, лаборатории и оборудование. Число инженеров резко возросло. Если в 1866 году было около 300 американцев, получивших дипломы инженеров, и только шесть солидных колледжей, выдававших дипломы, то всего четыре года спустя уже 21 колледж выдавал дипломы инженеров, а общее число инженеров выросло втрое — до 866. Следующее десятилетие добавило ещё 2249 инженеров, и к 1911 году Соединённые Штаты выпускали 3000 инженеров в год, а общее количество рабочей силы составило 38 000 человек. В то время Германия выпускала 1800 инженеров в год. США стали лидером в области технического образования всего через 50 лет после принятия Акта Моррилла.
За некоторыми исключениями (включая Корнеллский университет и Массачусетский технологический институт), почти все колледжи земельных грантов являются государственными (или управляемыми штатом). Корнеллский университет, будучи частным, управляет несколькими уставными колледжами, поддерживаемыми штатом, которые выполняют миссию колледжей государственных земельных грантов штата Нью-Йорк.
Чтобы сохранить статус колледжа земельных грантов, колледж должен поддерживать ряд программ. К ним относятся программы по сельскому хозяйству и инженерному делу, а также программа подготовки офицеров запаса.

## Расширение
Второй акт Моррилла в 1890 году также был направлен против бывших штатов Конфедерации. Согласно этому закону каждый штат должен был доказать, что расовая принадлежность не является критерием приёма, или же выделить отдельное грантовое учреждение для цветного населения. Среди семидесяти колледжей и университетов, которые в конечном итоге были созданы на основе акта Моррилла, есть несколько современных исторически черных колледжей и университетов. Хотя Акт 1890 года предоставлял денежные средства вместо земли, он наделял колледжи, созданные в соответствии с этим актом, тем же юридическим статусом, что и колледжи, созданные в соответствии с Актом 1862 года; следовательно, термин «колледж земельных грантов» правильно применять к обеим группам.
Позже другие колледжи, такие как университет округа Колумбия и «колледжи земельных грантов 1994 года» для коренных американцев, также получили от Конгресса денежные средства вместо земли, чтобы получить статус «колледжа земельных грантов».
В подражание колледжам земельных грантов, сосредоточенным на сельскохозяйственных исследованиях и механике, Конгресс позже учредил программы колледжей морских грантов (водные исследования, в 1966 году), колледжей городских грантов (городские исследования, в 1985 году), колледжей космических грантов (космические исследования, в 1988 году) и колледжей солнечных грантов (исследования устойчивой энергетики, в 2003 году).

## Сельскохозяйственные экспериментальные станции и кооперативная служба распространения знаний
Начиная с 1887 года, Конгресс также финансировал сельскохозяйственные опытные станции и различные категории сельскохозяйственных и ветеринарных исследований под руководством университетов земельных грантов. Позже Конгресс признал необходимость распространения знаний, полученных в колледжах земельных грантов, среди фермеров и домохозяек. Закон Смита-Левера (1914) положил начало федеральному финансированию кооперативного распространения знаний, при этом агенты университетов земельных грантов были направлены практически в каждый округ каждого штата. В некоторых штатах ежегодные федеральные ассигнования, выделяемые университетам земельных грантов в соответствии с этими законами, превышают текущий доход от первоначальных земельных грантов. В бюджете Министерства сельского хозяйства США на 2006 финансовый год 1,033 миллиарда долларов США было направлено на исследования и кооперативную деятельность по распространению знаний по всей стране. На эти цели тогдашний президент Джордж Буш предложил ассигнования в размере 1,035 миллиарда долларов США на 2008 финансовый год.
- Празднование 150-летия Акта Моррилла, в Библиотеке Конгресса, 23 июня 2012 г.
- Джеймс Биллингтон и Вартан Грегорян[англ.] на праздновании 150-летия принятия Акта Моррилла, 2012 г.